# Oxtjärnen (Åsele socken, Lappland, 712535-160266)
Oxtjärnen är en sjö i Åsele kommun i Lappland och ingår i Gideälvens huvudavrinningsområde.